# Каллий (сын Дидимия)
Каллий (др.-греч. Καλλίας) — афинский атлет-панкратиаст V века до н. э.

## Спортивная карьера
Сын Дидимия из дема Алопеки. Вероятно, происходил из главной линии рода Кериков или одной из боковых ветвей Алкмеонидов.
Был одним из самых знаменитых атлетов своего времени. Согласно посвятительной надписи в Афинах (CIA. I, 419), одержал четыре победы на Немейских (483, 481, 479 и 477 до н. э.), пять на Истмийских (484, 482, 480, 476 и 474 до н. э.), две на Пифийских играх (478 и 474 до н. э.), а венцом его атлетической карьеры стала победа на 77-х Олимпийских играх в 472 до н. э. Кроме этого, Каллий побеждал на Великих Панафинеях.
Добившись таких успехов, он стал первым в афинской истории периодоником (победителем на всех четырех панэллинских соревнованиях), и его достижение смогли повторить только в эпоху эллинизма.
Павсаний сообщает об олимпийской победе Каллия некоторые подробности.
В соответствии с регламентом Олимпийских игр, состязаниям в панкратии предшествовали конные забеги и соревнования в пентатле, проходившие в тот же день. В результате на 77-х Олимпийских играх панкратий начался с опозданием и затянулся до ночи, когда Каллий и одержал победу. После этого было решено изменить порядок проведения соревнований, чтобы панкратию ничто не мешало.
В Олимпии была поставлена статуя Каллия работы скульптора Микона, её база была обнаружена при раскопках, на ней сохранилась надпись: «Каллий, сын Дидимия, афинянин, за победу в панкратии. Делал афинянин Микон».

## Остракизм
В четвертой речи из корпуса Андокида упоминается об изгнании Каллия афинянами посредством остракизма. Это сообщение традиционно вызывает недоверие историков, так как сама эта речь не считается аутентичной и о политической деятельности Каллия ничего не известно. Тем не менее, находка в XX веке остраконов с именем этого атлета придала утверждению Псевдо-Андокида некоторый вес: стало ясно, что Каллий, по меньшей мере, подвергался опасности остракизма.
Возможным объяснением желания афинских граждан изгнать своего знаменитого соотечественника может служить особый статус атлета-победителя, считавшегося избранником богов и имевшего право претендовать на высокое положение в городе. В сочетании с аристократическим происхождением и принадлежностью к влиятельной политической группировке этот статус мог представлять потенциальную опасность.
В историографии существует несколько предположений относительно даты возможного остракизма Каллия. Э. Раубичек датирует античную надпись (IG I, 606) с перечислением побед Каллия около 445 года до н. э.. Он подчёркивает, что надпись относилась к статуе атлета. На этом основании он предположил, что Каллия отправили в изгнание около 443 года до н. э., когда Перикл победил своих противников и произошла остракофория одного из его главных противников Фукидида, сына Мелесия. В качестве датировки возможного остракизма предлагаются 440-е или 430-е годы до н. э. Российский историк профессор И. Е. Суриков полагает, что к этому времени Каллий был бы уже слишком стар, чтобы вызывать у сограждан подозрения, и логичнее отнести изгнание к концу 460-х — началу 450-х годов до н. э., периоду обострения политической борьбы, когда остракизму подверглись Кимон, Алкивиад Старший и Менон. Он подчёркивает, что вопрос о датировке остракофории Каллия, и вообще её проведении, остаётся открытым. Все предположения в современной историографии носят характер гипотез, которые нельзя ни доказать, ни опровергнуть.

## В беллетристике
В романе Яна Парандовского «Олимпийский диск» Каллий представлен как участник состязаний в панкратии на 76-х Олимпийских играх (476 до н. э.), в которых его реальный прототип вполне мог участвовать.